# 塞瓦 (波多黎各)
塞瓦（西班牙語：Ceiba）是波多黎各的城鎮，位於該島東北部，始建於1838年4月7日，面積200平方公里，主要經濟活動是製造業，2010年人口13,631，人口密度每平方公里68人。

## 外部連結
- Ceiba Puerto Rico